# La Aurora (España)
La Aurora (152) es uno de los barrios en los que se divide administrativamente la ciudad de Málaga, España que pertenece al distrito Cruz de Humilladero. Geográficamente se encuentra situado en un terreno llano, dentro de la vega baja del Guadalhorce, en la parte más oriental del distrito, limítrofe con el distrito Centro, al que pertenecía según la antigua división administrativa del ayuntamiento. En este barrio se encuentra el Centro Comercial Larios, antigua fábrica de La Aurora que es la que da nombre a todo el barrio. Según la delimitación oficial del ayuntamiento, limita al norte con el barrio de Polígono Alameda; al este y sureste, con el barrio de Perchel Sur; al sur, con Explanada de la Estación y R.E.N.F.E.; y al oeste, con el barrio de Los Tilos.
En el barrio de La Aurora se situaba históricamente la fábrica de tejidos homónima, que fue fundada por Carlos Larios, hermano del primer marqués de Larios. La fábrica fue clausurada en 1905. Posteriormente se establecieron en los terrenos dejados tras el cierre varias pequeñas industrias de reparación de automóviles, maderas, materiales de construcción, etc. además de las Bodegas Larios, que al cambiar de ubicación, permitió la remodelación de toda la zona aprovechando la construcción del Polígono Alameda. En la Aurora se construyeron el edificio de las Delegaciones de Ministerios (edificio negro), Centro Comercial Larios (Eroski) y demás bloques de viviendas.
La Aurora tiene una superficie de 0,12 km² y según datos del ayuntamiento de Málaga, cuenta con una población aproximada a los 1090 habitantes. La Aurora está comunicado al resto de la ciudad mediante la red de autobuses urbanos de la EMT Málaga y mediante el metro de Málaga con la estación de «Guadalmedina», la cual cuenta con una boca de acceso en los límites administrativos del barrio. 

## Etimología
El barrio de La Aurora, al igual que la avenida de la Aurora, debe su nombre de la fábrica de tejidos del mismo nombre fundada por Carlos Larios y que fue clausurada en 1905. 

## Historia
En los terrenos donde hoy se asienta el barrio de La Aurora, se situaba históricamente la fábrica de tejidos del mismo nombre perteneciente a la familia Larios. En concreto fue fundada por Carlos Larios quien era hermano del primer marqués de Larios. La fábrica daba trabajo en 1856 a 800 personas. En 1905 la fábrica fue clausurada y en sus terrenos se establecieron varias pequeñas industrias de reparación de automóviles, maderas, materiales de construcción, etc. Sus instalaciones fueron utilizadas como un hospital durante la guerra de África. Posteriormente se construyeron las Bodegas Larios. Las Bodegas Larios cambiaron de ubicación hacia donde hoy está el C.C. Larios Centro, estando anteriormente más al norte, en los límites del barrio con el de Polígono Alameda. 
Cuando las bodegas se trasladaron en los años 1990, el ayuntamiento de Málaga dio luz verde a la transformación del edificio en un gran centro comercial, en su día el mayor de Málaga. Con las obras del metro, el barrio experimentó una profunda transformación urbana, transformando el centro comercial, todo el entorno de la plaza de la Solidaridad y dotándolo de un mayor número de zonas verdes y espacios ajardinados. En 2021 el ayuntamiento y la Junta inauguraron la nueva fuente de la plaza de la Solidaridad, como acto simbólico del fin de las obras en el barrio.

## Ubicación geográfica
La Aurora se encuentra situado geográficamente en la vega baja del Guadalhorce en un terreno completamente llano. Está en la parte más oriental del distrito de Cruz de Humilladero, limitando con el barrio de El Perchel, en el distrito Centro. De hecho, la antigua división administrativa de la ciudad, situaba a La Aurora en el distrito Centro y no en el de Cruz de Humilladero. Delimita con los barrios de El Perchel, Explanada de la Estación, Los Tilos y Polígono Alameda. 
| Noroeste: Polígono Alameda | Norte: Polígono Alameda       | Nordeste: Polígono Alameda |
| Oeste: Los Tilos           |                               | Este: El Perchel           |
| Suroeste: Los Tilos        | Sur: Explanada de la Estación | Sureste: R.E.N.F.E.        |

### Límites
La Aurora está delimitado por la avenida de la Aurora y la calle Walt Whitman al norte, al oeste por la calle Mauricio Moro Pareto, al sur por el paseo de los Tilos y al este por calle Callejones del Perchel. 

## Demografía
El barrio contaba en 2020 con una población total de 1090 habitantes.

## Urbanismo
A pesar de su condición de barrio céntrico y con historia, la mayor parte de edificios que conforman el barrio de La Aurora son bloques de vivienda de reciente construcción, levantados en su mayoría a finales del siglo XX y principios del XXI. Antes de estos bloques de pisos, el urbanismo del barrio destacaba por multitud de pequeñas casas mata, típicas del extrarradio malagueño de mediados de siglo XX. 

## Callejero

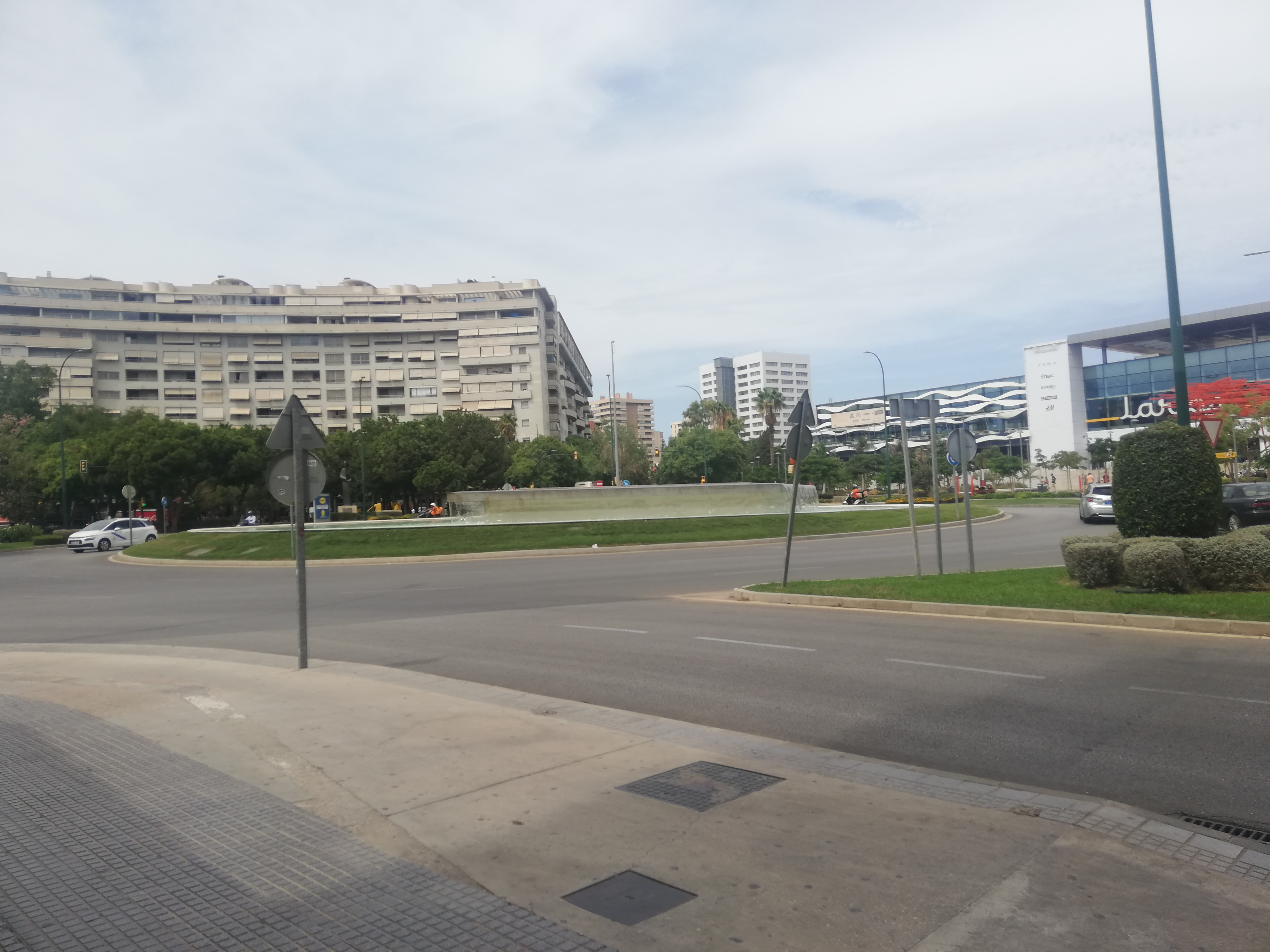
Plaza de la Solidaridad

A diferencia de otros barrios y barriadas de Málaga, el callejero de La Aurora no sigue ninguna temática, sus principales vías, son la avenida de las Américas y los Callejones del Perchel, ambas avenidas atraviesan a izquierda y derecha diagonalmente el barrio y confluyen en la plaza de la Solidaridad. El paseo de los Tilos y la avenida de la Aurora son otras vías principales que limitan al barrio con Los Tilos y el Polígono Alameda respectivamente. Las calles, avenidas y demás vías urbanas del barrio son:
- Avenida de las Américas
- Avenida de la Aurora
- Calle Callejones del Perchel
- Pasaje Concha Píquer
- Calle Gabriel Celaya
- Calle Rachmaninov
- Plaza de la Solidaridad
- Paseo de los Tilos
- Calle del Voluntariado Malagueño
- Calle Walt Whitman

## Lugares de interés

### C.C. Larios
El Centro Comercial Larios Centro, conocido popularmente como el Eroski por su tienda ancla, es el centro comercial de referencia de todo el centro de Málaga. Fue inaugurado en 1996, ocupando el edificio de las antiguas Bodegas Larios, que a su vez fueron antes la fábrica de tejidos de La Aurora. Fue reformado en el año 2019 por un coste de 28 millones de euros. En el Larios se encuentran las principales marcas de moda nacionales e internacionales, como el Grupo Inditex o Primark. 

### Plaza de la Solidaridad
La plaza de la Solidaridad es la única plaza de La Aurora propiamente dicha. Originalmente era una rotonda situada enfrente del Centro Comercial Larios, sin embargo fue transformado y renovada aprovechando las obras del metro de Málaga. En la actualidad cuenta con una planta semicircular de 90 metros de diámetro, en los que hay espacios ajardinados y esculturas urbanas, como la del homenaje a las víctimas de la pandemia del COVID-19 en Málaga. En el centro de la plaza se encuentra una fuente de 36 metros de diamétro y de estilo modernista.

## Infraestructura

### Centros educativos
Enseñanza primaria:
Ningún centro educativo de enseñanza primaria se encuentra situado en los límites del barrio, los más cercanos son:
- CEIP Cristo de Mena

Enseñanza secundaria:
- IES Christine Picasso

### Centros de salud
Ningún centro de salud se encuentra situado en los límites del barrio, el más cercano es:
- Centro de salud Carranque

## Transporte
La Aurora está conectado al resto de la ciudad mediante autobuses urbanos y metro de Málaga. Así mismo, la estación de Málaga y la Estación de autobuses se encuentran en puntos limítrofes con el barrio. 

### Autobús urbano
En autobús queda conectado mediante las siguientes líneas de la EMT: 
| Línea | Trayecto                                             | Recorrido | Frecuencia    |
| ----- | ---------------------------------------------------- | --------- | ------------- |
| C1    | Circular 1                                           | Recorrido | 12 minutos    |
| C2    | Circular 2                                           | Recorrido | 11-12 minutos |
| 4     | Paseo del Parque - Cortijo Alto (Ciudad de Justicia) | Recorrido | 11-12 minutos |
| 14    | Paseo de la Farola - Teatinos                        | Recorrido | 11 minutos    |
| 19    | Paseo del Parque - Aeropuerto                        | Recorrido | 30-35 minutos |
| 24    | Avda. M. A. Heredia - Los Prados                     | Recorrido | 15 minutos    |

### Metro de Málaga
En metro de Málaga queda conectado al resto de la red mediante la estación de Guadalmedina, la cual cuenta con una boca de acceso en el barrio y que da servicio a las líneas:
| Línea | Cabeceras               | Cabeceras      | Plano |
| ----- | ----------------------- | -------------- | ----- |
|       | Andalucía Tech          | Atarazanas     | Plano |
|       | Palacio de los Deportes | Hospital Civil | Plano |